# CRISP2
CRISP2 (англ. Cysteine rich secretory protein 2) – білок, який кодується однойменним геном, розташованим у людей на короткому плечі 6-ї хромосоми. Довжина поліпептидного ланцюга білка становить 243 амінокислот, а молекулярна маса — 27 259.
| 10         |  | 20         |  | 30         |  | 40         |  | 50         |
| ---------- |  | ---------- |  | ---------- |  | ---------- |  | ---------- |
| MALLPVLFLV |  | TVLLPSLPAE |  | GKDPAFTALL |  | TTQLQVQREI |  | VNKHNELRKA |
| VSPPASNMLK |  | MEWSREVTTN |  | AQRWANKCTL |  | QHSDPEDRKT |  | STRCGENLYM |
| SSDPTSWSSA |  | IQSWYDEILD |  | FVYGVGPKSP |  | NAVVGHYTQL |  | VWYSTYQVGC |
| GIAYCPNQDS |  | LKYYYVCQYC |  | PAGNNMNRKN |  | TPYQQGTPCA |  | GCPDDCDKGL |
| CTNSCQYQDL |  | LSNCDSLKNT |  | AGCEHELLKE |  | KCKATCLCEN |  | KIY        |

A: Аланін

C: Цистеїн

D: Аспарагінова кислота

E: Глутамінова кислота

F: Фенілаланін

G: Гліцин

H: Гістидин

I: Ізолейцин

K: Лізин

L: Лейцин

M: Метіонін

N: Аспарагін

P: Пролін

Q: Глутамін

R: Аргінін

S: Серин

T: Треонін

V: Валін

W: Триптофан

Задіяний у такому біологічному процесі, як альтернативний сплайсинг. 
Секретований назовні.